# Principat de Dombes

Escut de Dombes

La sobirania de Dombes (francoprovençal Domba), primer senyoria, fou una jurisdicció feudal, al sud de Bresse, a l'est del Beaujolais (Bojolès), al nord del Lionès i al sud de Mâcon o Mâconès. Estava format per dotze castells: Ambérieux, Baneins, Beauregard, Chalamont, Le Châtelard, Lent, Lignieu, Montmerle, Saint-Trivier, Thoissey, Trévoux i Villeneuve.
La part essencial d'aquestes terres va passar a la senyoria de Beaujeu, junt amb la senyoria de Miribel, per l'enllaç de Hubert V de Beajeau amb Margarida, filla de Guiu senyor de Baugé i Bresse, i completats per altres territoris adquirits per posteriors enllaços amb els senyors de Baugé i Bresse i amb la casa de Savoia.
El darrer senyor de Beaujeu, Eduard II, va fer cessió del territori a Lluís II duc de Borbó el 1400. Va romandre a la casa de Borbó fins que l'hereva Susanna, que es va casar amb el seu cosí Carles de Borbó però no va tenir fills, va morir i es va plantejar un litigi entre el conestable de Borbó i Lluïsa de Savoia (mare del rei Francesc I de França), i la segona fou reconeguda senyora. El conestable es va passar a l'enemic (l'emperador Carles V, I d'Espanya) i totes les seves terres li foren confiscades, però en virtut dels Tractats de Madrid i de Cambrai foren retornats a Lluís de Borbó, príncep de la Roche-sur-Yon, que va rebre el ducat de Châtelleraud, el Beaujolais i la senyoria de Dombes i poc després, el 1560, es va reconèixer al duc Lluís de Borbó el ducat de Montpensiér i les senyories de Beajeau i Dombes, amb el segon com a sobirà, on van poder encunyar moneda i van gaudir de tots els avantatges de la sobirania absoluta. Un Parlament de Dombes es va obrir (tenia les sessions a Lió). Anna Maria Lluïsa d'Orleans va fer donació de la sobirania al duc de Maine el març de 1682, sembla que mitjançant un xantatge. Va morir el 1693. El fill del duc de Maine, Lluís Carles comte d'Eu, va cedir la sobirania a França a canvi del ducat de Gisors el 1762. Dombes fou incorporat a la corona i va deixar de ser independent.

## Senyors de Dombes
Dinastia de Beaujeu:
- Hubert (V) de Beajeau, 1219-1250
- Guixard 1250-1265
- Renaud 1265-1277
- Lluís I 1277-1295
- Guixard II el Gran 1295-1331
- Eduard I 1331-1351
- Antoni 1351-1374
- Eduard II 1374-1400

Dinastia de Borbó:
- Lluís II, duc de Borbó 1400-1410
- Joan I (fill) 1410-1434
- Carles I (fill) 1434-1456
- Joan II (fill) 1456-1488
- Pere (fill) 1488-1503
- Susanna (filla) 1503
- Carles II (espòs) 1503-1527 (Borbó-Montpensier)

Dinastia de França:
- Lluïsa de Savoia 1527
- Francesc I de França 1527-1547
- Enric I (II de França) 1547-1559
- Francesc II 1559-1560

## Sobirans de Dombes
Dinastia de Borbó-Montpensiér:
- Lluís III de Borbó-Montpensiér (1551-1582)
- Francesc III de Borbó-Montpensiér (1582-1592)
- Enric II de Borbó-Montpensiér (1592-1608)
- Maria de Borbó-Montpensiér (1608-1626)
- Anna Maria Lluïsa d'Orleans (1626-1693)

Dinastia de Borbó-Maine:
- Lluís August de Borbó (1681-1736)
- Lluís August II de Borbó (1736-1755)
- Lluís Carles de Borbó (1755-1762)

- Permuta del principat pel ducat de Gisors 1762